# Bill-Bocketts
Pour les articles homonymes, voir François Bontemps, Bontemps et Bilboquet (homonymie).
François Julien Bontemps dit Bilboquet ou Bill-Bocketts, né le 16 mars 1892 à Tinchebray (Orne) et mort le 12 mars 1961 dans le 13e arrondissement de Paris, est un artiste de music-hall et un acteur de cinéma français.

## Biographie
Il travaille en tant qu'interprète lorsqu'il s'engage pour trois ans dans l'artillerie en avril 1913. Il sert durant toute la Première Guerre mondiale au Maroc dans des groupes d'artillerie de campagne d'Afrique. Il est décoré de la Médaille coloniale en 1914 et promu au rang de maître pointeur en 1917. Il est rendu à la vie civile par congé de démobilisation en août 1919.
Lorsqu'il est rappelé sous les drapeaux en 1939, Bontemps exerce la profession de rédacteur. Il obtient la Carte du Combattant en 1943.

### Interrogations sur la véritable identité de Bill-Bocketts
En 1931 et 1932, la presse se fait le relais d'une polémique entre le clown Bilboquet, et l'acteur Bill-Bocketts, le premier reprochant au second d'utiliser un pseudonyme proche du sien pour ses rôles au cinéma,. Jusque-là, pourtant, Bilboquet et Bill-Bocketts se présentait comme étant un seul et même artiste.
Si Bilboquet est bien le pseudonyme de François Bontemps, Bill-Bocketts serait celui d'un certain Stoessel, également artiste de cabaret, sur lequel on ne possède pratiquement aucun renseignement. Le problème est qu'après cette date, le surnom de Bilboquet comme celui de Bill Bocketts ont continué à être utilisé par l'acteur pendant plus de vingt ans sans que le clown réagisse pendant toute cette période. Il est donc impossible de trancher sur la véritable identité de l'acteur, le dénommé Stoessel n'ayant apparemment jamais répondu aux propos du clown dont on ne trouve d'ailleurs aucune trace d'un dépôt de plainte ni d'un quelconque procès à son encontre. Seuls les génériques de deux films sortis en 1930 et 1931 portent les noms de Bill Stoessel et de Bill-Bocket Stoessel.
S'agit-il alors d'une polémique lancée par François Bontemps pour relancer sa carrière de clown en s'inventant un concurrent au cinéma ou Stoessel a-t-il réellement existé ? Les souvenirs de Bilboquet publiés en 1933 ne font en tout cas aucune allusion à cette polémique, ni d'ailleurs d'une manière plus générale au cinéma. À ce jour donc, rien ne permet de trancher la question de manière définitive.

## Filmographie
sous le nom de Bill-Bocket
- 1927 : Les Transatlantiques, de Pierre Colombier
- 1932 : Le Désert / Le Sergent X, de Vladimir Strizhevsky : Christophe

sous le nom de Bill-Bockett
- 1928 : Les Deux Timides, de René Clair (1,900 m)
- 1928 : Les Nouveaux Messieurs, de Jacques Feyder
- 1929 : Ernest et Amélie ou Le cruel destin, de Jacques de Casembroot (court métrage) : le mari trompé
- 1931 : Autour d'une enquête, de Robert Siodmak : Karl Zülke, le concierge
- 1933 : Crainquebille, de Jacques de Baroncelli : Martin
- 1934 : La Garnison amoureuse de Max de Vaucorbeil : Le major

sous le nom de Bill-Bocketts
- 1930 : Sous les toits de Paris, de René Clair : Bill, le grand patron
- 1930 : Paris la nuit, de Henri Diamant-Berger : Totor
- 1930 : L'Opéra de quat'sous (film, 1931), de Georg-Wilhelm Pabst : le chanteur des rues
- 1930 : Le Capitaine Jaune, de Anders-Wilhelm Sanberg : Le docteur
- 1931 : Princesse, à vos ordres de Hanns Schwarz et Max de Vaucorbeil : Pipac
- 1931 : Le Sergent X de Vladimir Strijewski - Christophe
- 1932 : Les Trois Mousquetaires de Henri Diamant-Berger - tourné en deux époques : Grimaud
- 1932 : Rivaux de la piste de Serge de Poligny : Emile
- 1933 : Adieu les beaux jours de Johannes Meyer et André Beucler
- 1933 : Caprice de princesse de Karl Hartl et Henri-Georges Clouzot
- 1933 : Un certain Monsieur Grant de Gerhard Lamprecht et Roger Le Bon : Mazzini
- 1934 : Mon cœur t'appelle de Carmine Gallone et Serge Veber
- 1934 : Le Miroir aux alouettes de Hans Steinhoff et Roger Le Bon : le deuxième officier
- 1935 : Le Baron tzigane de Karl Hartl et Henri Chomette
- 1935 : Le Diable en bouteille de Heinz Hilpert et Reinhart Steinbicker : Balmez
- 1935 : Michel Strogoff de Jacques de Baroncelli et Richard Eichberg : Wassily
- 1935 : Roses noires de Paul Martin et Jean Boyer
- 1935 : Un homme de trop à bord de Gerhard Lamprecht et Roger Le Bon
- 1936 : La Souris bleue de Pierre-Jean Ducis
- 1936 : Prends la route de Jean Boyer et Louis Chavance : le mécanicien
- 1936 : Un mauvais garçon de Jean Boyer : Un voyou
- 1936 : Les Gais Lurons de Paul Martin et Jacques Natanson
- 1937 : La Chanson du souvenir de Detlef Sierck et Serge de Poligny
- 1937 : L'Appel de la vie de Georges Neveux : Michelot
- 1937 : La Griffe du hasard de René Pujol
- 1937 : Gueule d'amour de Jean Grémillon
- 1938 :  La Voix du cœur (Verklungene Melodie), de Viktor Tourjansky : Léon
- 1938 : S.O.S. Sahara, de Jacques de Baroncelli : le policier
- 1939 : L'héritier des Mondésir, de Albert Valentin : le vitrier
- 1941 : Stukas, de Karl Ritter
- 1941 : Über alles in der Welt, de Karl Ritter
- 1942 : G.P.U., de Karl Ritter
- 1942 : Frontheater, de Arthur Maria Rabenalt
- 1944 : Philhamoniker, de Paul Verhoeven

sous le nom de Bilboquet
- 1931 : Une histoire entre mille de Max de Rieux
- 1932 : Par ici, Messieurs Dames, court-métrage de Robert Clair et Louis Brunet
- 1934 : Les Deux Mousquetaires de Nini, court-métrage de Max de Rieux
- 1943 : Les Enfants du paradis, film en 2 époques de Marcel Carné
- 1946 : La Foire aux chimères de Pierre Chenal : l'employé du cirque
- 1950 : La Rue sans loi de Marcel Gibaud
- 1950 : Un sourire dans la tempête de René Chanas : le métis
- 1953 : Les Quatre Mousquetaires de Gilles Margaritis : l'interprète allemand

sous le nom de Bill Stoessel
- 1930 : Le Procureur Hallers, de Robert Wiene : Fil-de-Fer

sous le nom de Bill Bocket-Stoessel
- 1931 : Mon cœur et ses millions de André Berthomieu : Bill